# Le Pizou
Le Pizou est une commune française située dans le département de la Dordogne, en région Nouvelle-Aquitaine.

## Géographie

### Généralités
Dans l'ouest du département de la Dordogne, la commune du Pizou est située en bordure sud de la forêt de la Double et en limite du département de la Gironde (commune de Saint-Antoine-sur-l'Isle). C'est une commune rurale qui fait partie de l'unité urbaine de Montpon-Ménestérol et de son aire d'attraction, zonage d’étude défini par l'Insee, qui a remplacé en 2020 l'aire urbaine de Montpon-Ménestérol qui incluait la commune. Elle est bordée au sud par l'Isle et à l'est par son affluent la Duche.
Le bourg du Pizou, à l'intersection des routes départementales (RD) 3 et 10, se situe, en distances orthodromiques, huit kilomètres à l'ouest-nord-ouest de Montpon-Ménestérol et quinze kilomètres à l'est de Coutras.

### Communes limitrophes
Le Pizou est limitrophe de cinq autres communes dont une dans le département de la Gironde. Son territoire est éloigné d'environ 120 mètres de celui de Gours au sud-ouest et d'environ 550 mètres de celui de La Roche-Chalais au nord.
Les communes limitrophes sont Eygurande-et-Gardedeuil, Ménesplet, Montpon-Ménestérol, Moulin-Neuf et Saint-Antoine-sur-l'Isle.
|                                    |             | Eygurande-et-Gardedeuil |
| Saint-Antoine-sur-l'Isle (Gironde) | du Pizou    | Montpon-Ménestérol      |
|                                    | Moulin-Neuf | Ménesplet               |

### Géologie et relief

#### Géologie
Situé sur la plaque nord du Bassin aquitain et bordé à son extrémité nord-est par une frange du Massif central, le département de la Dordogne présente une grande diversité géologique. Les terrains sont disposés en profondeur en strates régulières, témoins d'une sédimentation sur cette ancienne plate-forme marine. Le département peut ainsi être découpé sur le plan géologique en quatre gradins différenciés selon leur âge géologique. Le Pizou est située dans le quatrième gradin à partir du nord-est, un plateau formé de dépôts siliceux-gréseux et de calcaires lacustres de l'ère tertiaire.
Les couches affleurantes sur le territoire communal sont constituées de formations superficielles du Quaternaire et de roches sédimentaires datant du Cénozoïque. La formation la plus ancienne, notée e5-6, est la formation de Guizengeard supérieur (Lutétien supérieur à Bartonien supérieur continental). La formation la plus récente, notée CFp, fait partie des formations superficielles de type colluvions indifférenciées de versant, de vallon et plateaux issues d'alluvions, molasses, altérites. Le descriptif de ces couches est détaillé dans  la feuille « no 781 - Montpon-Ménestérol » de la carte géologique au 1/50 000 de la France métropolitaine, et sa notice associée.

Carte géologique du Pizou.

#### Relief et paysages
Le département de la Dordogne se présente comme un vaste plateau incliné du nord-est (491 m, à la forêt de Vieillecour dans le Nontronnais, à Saint-Pierre-de-Frugie) au sud-ouest (2 m à Lamothe-Montravel). L'altitude du territoire communal varie quant à elle entre 19 mètres au sud-ouest, là où l'Isle quitte la commune pour servir de limite entre celles de Saint-Antoine-sur-l'Isle et Gours, et 102 mètres à l'extrême nord, en limite des communes d'Eygurande-et-Gardedeuil et Saint-Antoine-sur-l'Isle, au lieu-dit Barrail de Vergnon.
Dans le cadre de la Convention européenne du paysage entrée en vigueur en France le 1er juillet 2006, renforcée par la loi du 8 août 2016 pour la reconquête de la biodiversité, de la nature et des paysages, un atlas des paysages de la Dordogne a été élaboré sous maîtrise d’ouvrage de l’État et publié en octobre 2020. Les paysages du département s'organisent en huit unités paysagères,. La commune est dans l'unité paysagère de la « Vallée de l'Isle », qui présente un profil contrasté : une vallée relativement encaissée, aux coteaux affirmés, dominant le fond de vallée de 60 à 80 m en amont de Mussidan, une vallée plus élargie en aval avec un fond de vallée plat, large de 1,5 à 2 km. À la fois agricole et urbanisée, elle est parcourue par de nombreuses voies de communication,.
La superficie cadastrale de la commune publiée par l'Insee, qui sert de référence dans toutes les statistiques, est de 17,02 km2,,. La superficie géographique, issue de la BD Topo, composante du Référentiel à grande échelle produit par l'IGN, est quant à elle de 17,16 km2.

### Hydrographie

#### Réseau hydrographique
La commune est située dans le bassin de la Dordogne au sein du Bassin Adour-Garonne. Elle est drainée par l'Isle, la Duche, la Guirandolle, le ruisseau du Marchand, le ruisseau de Chambord, le ruisseau de la Chaussée, le ruisseau de la Forêt, le ruisseau du Marais et par divers petits cours d'eau, qui constituent un réseau hydrographique de 33 km de longueur totale,.
L'Isle, d'une longueur totale de 255,29 km, prend sa source dans la Haute-Vienne dans la commune de Janailhac et se jette dans la Dordogne — dont elle est le principal affluent — en rive droite face à Arveyres, en limite de Fronsac et de Libourne,. Elle borde la commune au sud sur près de six kilomètres, lui servant de limite face à Ménesplet et Moulin-Neuf.
La Duche, d'une longueur totale de 24,59 km, prend sa source dans la commune d'Échourgnac et se jette dans l'Isle en rive droite, en limite de Montpon-Ménestérol et du Pizou, face à Ménesplet,. Elle sert de limite communale à l'est sur plus de trois kilomètres, face à Montpon-Ménestérol.
Son affluent de rive droite la Guirandolle arrose le territoire communal du nord-est à l'est sur plus de trois kilomètres et demi dont 850 mètres en limite d'Eygurande-et-Gardedeuil.
Trois autres affluents de l'Isle en rive droite baignent la commune : 
- le ruisseau du Marais dans le sud-ouest sur plus de deux kilomètres et demi,
- le ruisseau de la Chaussée sur plus d'un kilomètre et demi dans le sud-ouest,
- le ruisseau du Marchand du nord-ouest au sud sur plus de quatre kilomètres et demi. Il traverse le bourg en longeant le château du Pizou. Son affluent de rive droite, le ruisseau de la Forêt, arrose le territoire communal à l'ouest sur plus de 400 mètres et en rive gauche, le ruisseau de Chambord traverse l'ouest de la commune sur deux kilomètres.

Au sud, dans un méandre de l'Isle, au lieu-dit Coly, sur un bras de près de 300 mètres de long a été implantée l'écluse de Coly-Gaillard. L'écluse dite « de Moulin-Neuf » se situe à l'extrême sud-ouest, face au territoire de Moulin-Neuf et à une quarantaine de mètres de celui de Saint-Antoine-sur-l'Isle. 

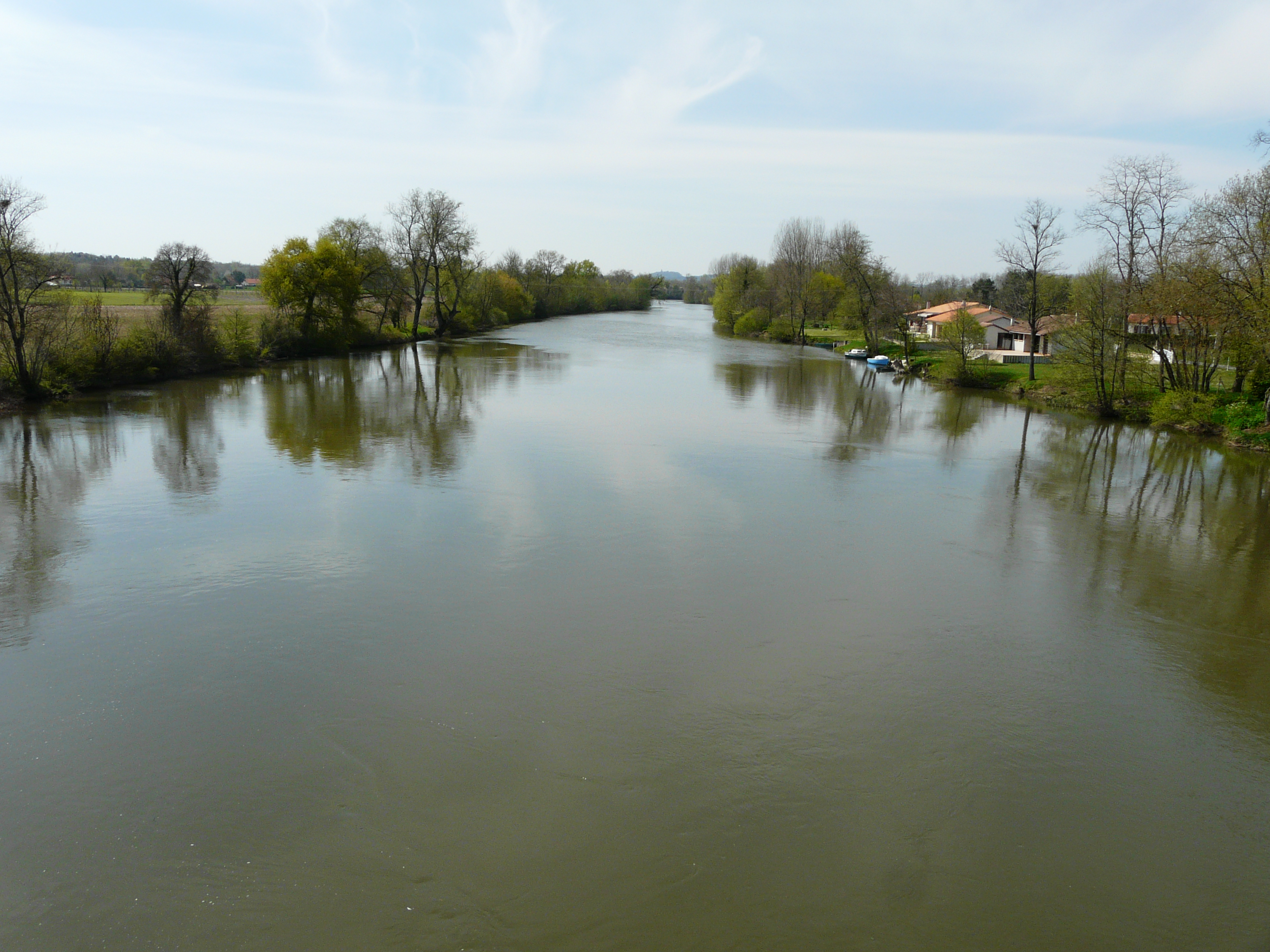
L'Isle en limite de Moulin-Neuf (à gauche) et Le Pizou.
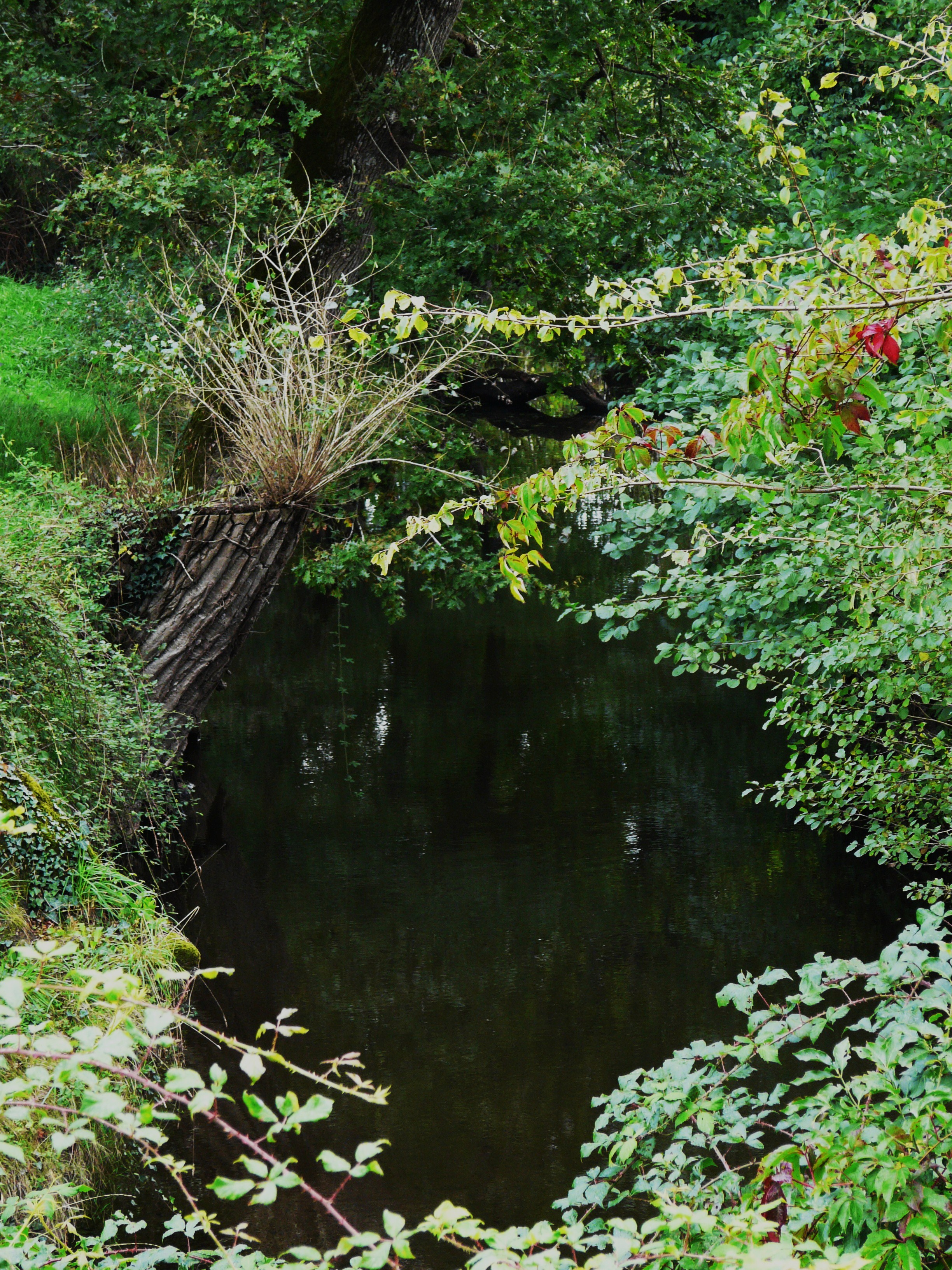
La Duche au pont de la RD 3, en limite de Montpon-Ménestérol et Le Pizou.
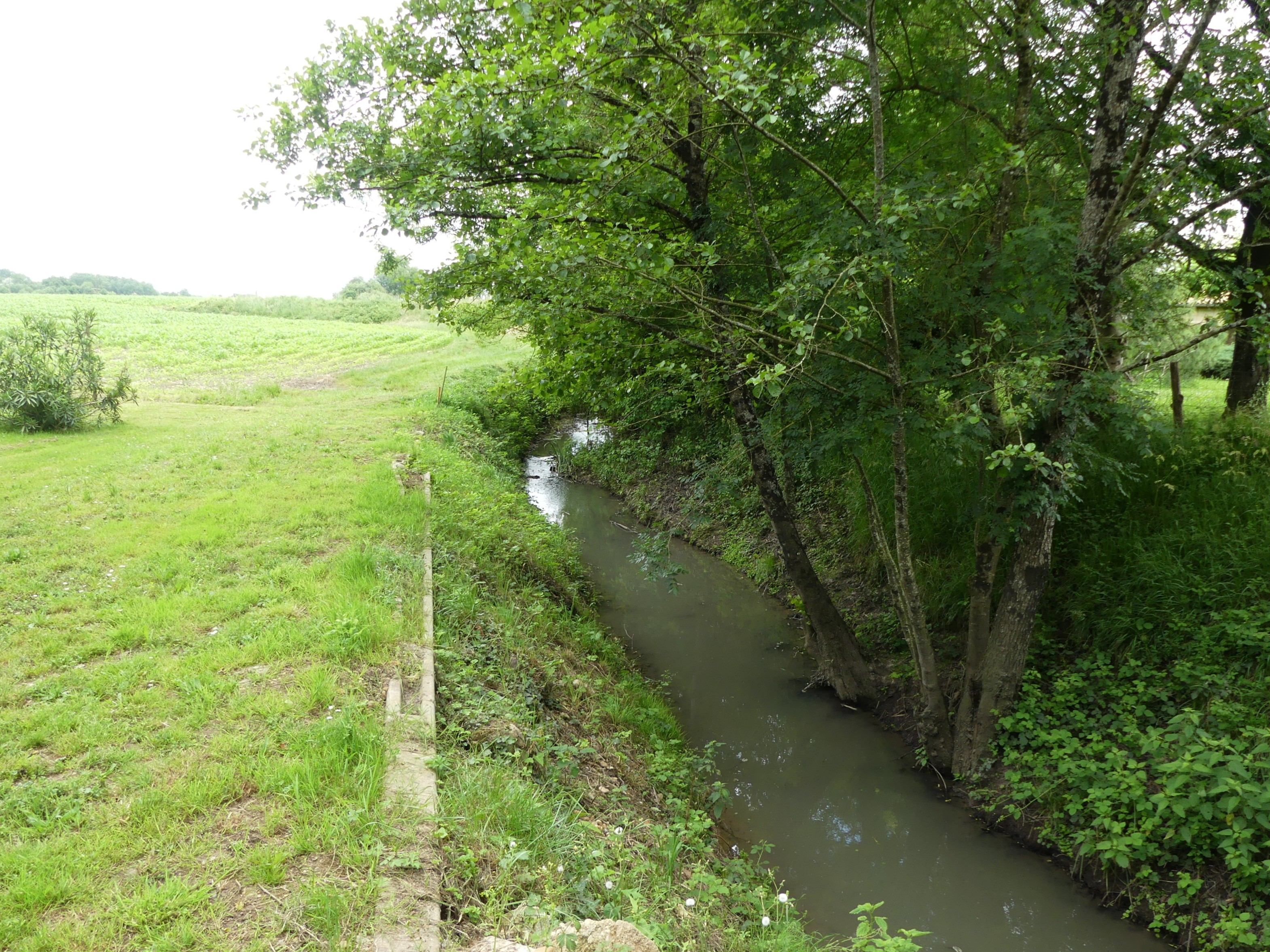
Le ruisseau du Marais juste avant sa confluence avec l'Isle.
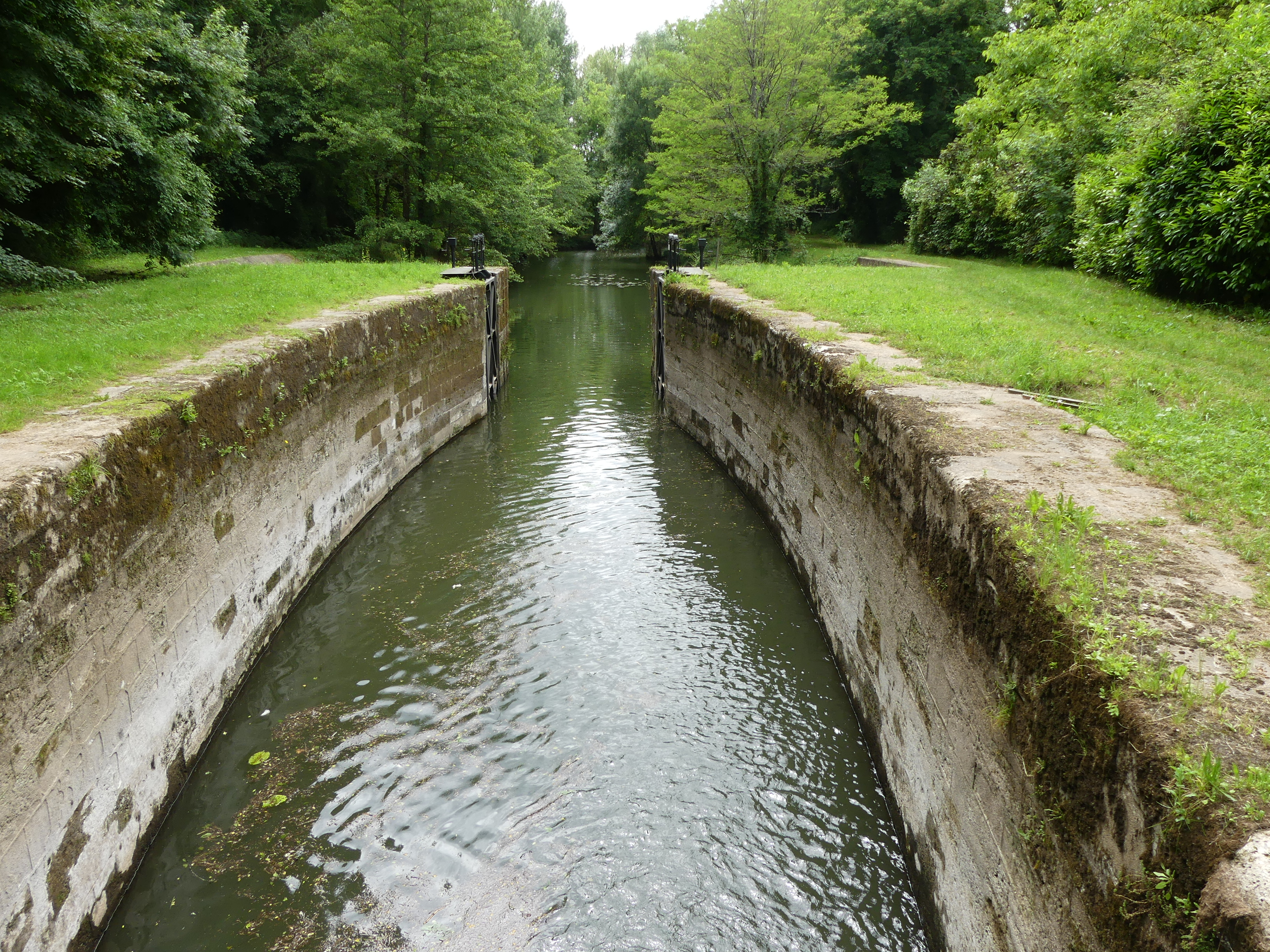
L'écluse de Coly-Gaillard.
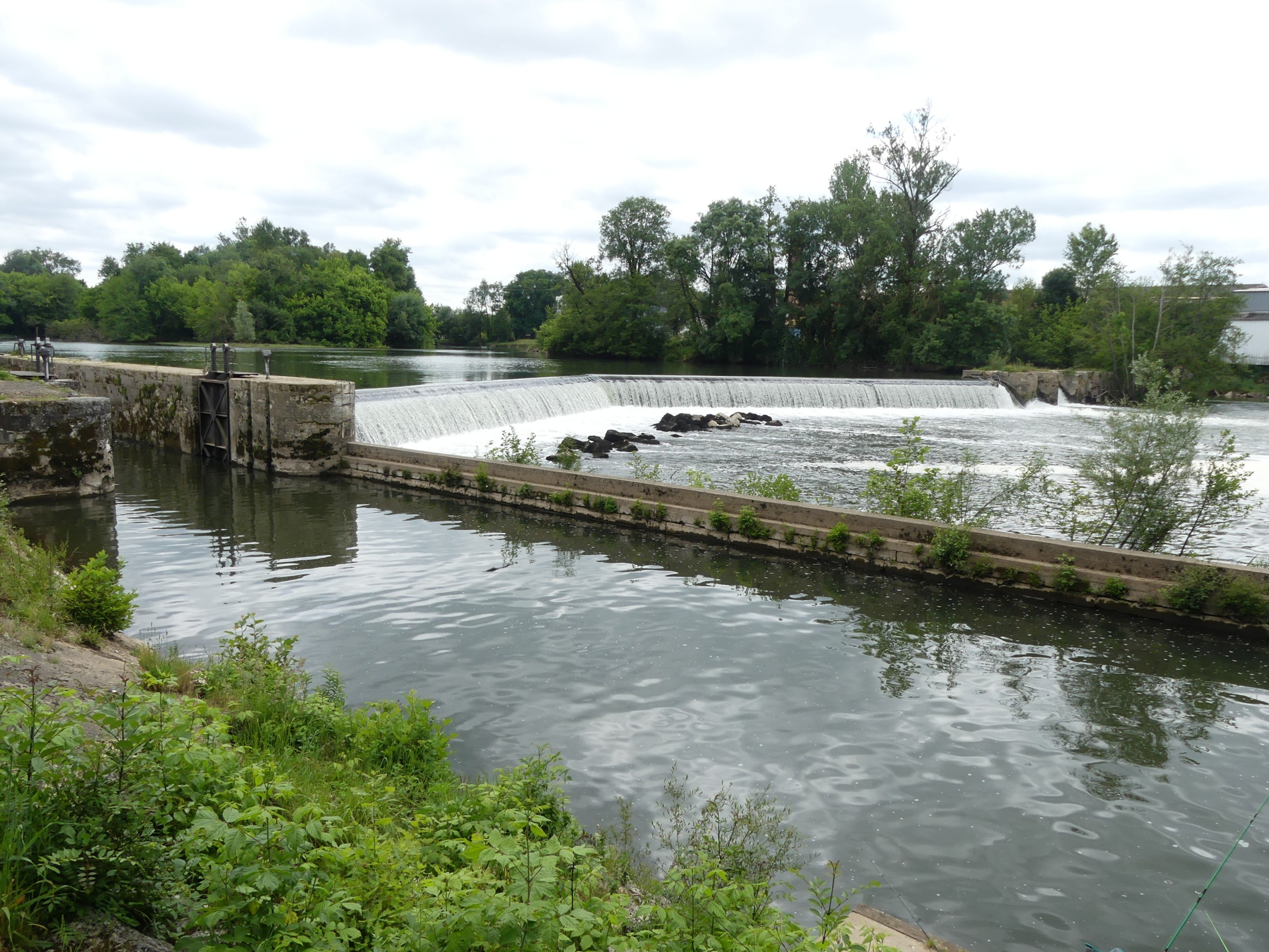
L'écluse et le barrage de Moulin-Neuf.
Réseaux hydrographique et routier du Pizou.

#### Gestion et qualité des eaux
Le territoire communal est couvert par le schéma d'aménagement et de gestion des eaux (SAGE) « Isle - Dronne ». Ce document de planification, dont le territoire regroupe les bassins versants de l'Isle et de la Dronne, d'une superficie de 7 500 km2, a été approuvé le 2 août 2021. La structure porteuse de l'élaboration et de la mise en œuvre est l'établissement public territorial de bassin de la Dordogne (EPIDOR). Il définit sur son territoire les objectifs généraux d’utilisation, de mise en valeur et de protection quantitative et qualitative des ressources en eau superficielle et souterraine, en respect des objectifs de qualité définis dans le troisième SDAGE  du Bassin Adour-Garonne qui couvre la période 2022-2027, approuvé le 10 mars 2022.
La qualité des eaux de baignade et des cours d’eau peut être consultée sur un site dédié géré par les agences de l’eau et l’Agence française pour la biodiversité.

### Climat
Pour des articles plus généraux, voir Climat de la Nouvelle-Aquitaine et Climat de la Dordogne.
Historiquement, la commune est exposée à un climat océanique aquitain.
En 2020, Météo-France publie une typologie des climats de la France métropolitaine dans laquelle la commune est exposée à un climat océanique et est dans la région climatique  Aquitaine, Gascogne, caractérisée par une pluviométrie abondante au printemps, modérée en automne, un faible ensoleillement au printemps, un été chaud (19,5 °C), des vents faibles, des brouillards fréquents en automne et en hiver et des orages fréquents en été (15 à 20 jours).
Pour la période 1971-2000, la température annuelle moyenne est de 12,9 °C, avec  une amplitude thermique annuelle de 14,9 °C. Le cumul annuel moyen de précipitations est de 826 mm, avec 11,5 jours de précipitations en janvier et 7 jours en juillet. Pour la période 1991-2020, la température moyenne annuelle observée sur la station météorologique la plus proche, située sur la commune de Saint Aulaye-Puymangou à 21 km à vol d'oiseau, est de 13,0 °C et le cumul annuel moyen de précipitations est de 854,8 mm,. Pour l'avenir, les paramètres climatiques de la commune estimés pour 2050 selon différents scénarios d’émission de gaz à effet de serre sont consultables sur un site dédié publié par Météo-France en novembre 2022.

### Milieux naturels et biodiversité

#### Espaces protégés
La protection réglementaire est le mode d’intervention le plus fort pour préserver des espaces naturels remarquables et leur biodiversité associée.
D'après l'INPN, cinq aires protégées concernent le territoire communal.
La commune fait partie du bassin de la Dordogne, un territoire d'une superficie de 24 000 km2 reconnu réserve de biosphère par l'UNESCO en juillet 2012 et fait presque intégralement partie de sa « zone de transition », hormis la vallée de l'Isle qui se situe dans sa « zone tampon ».

#### Réseau Natura 2000

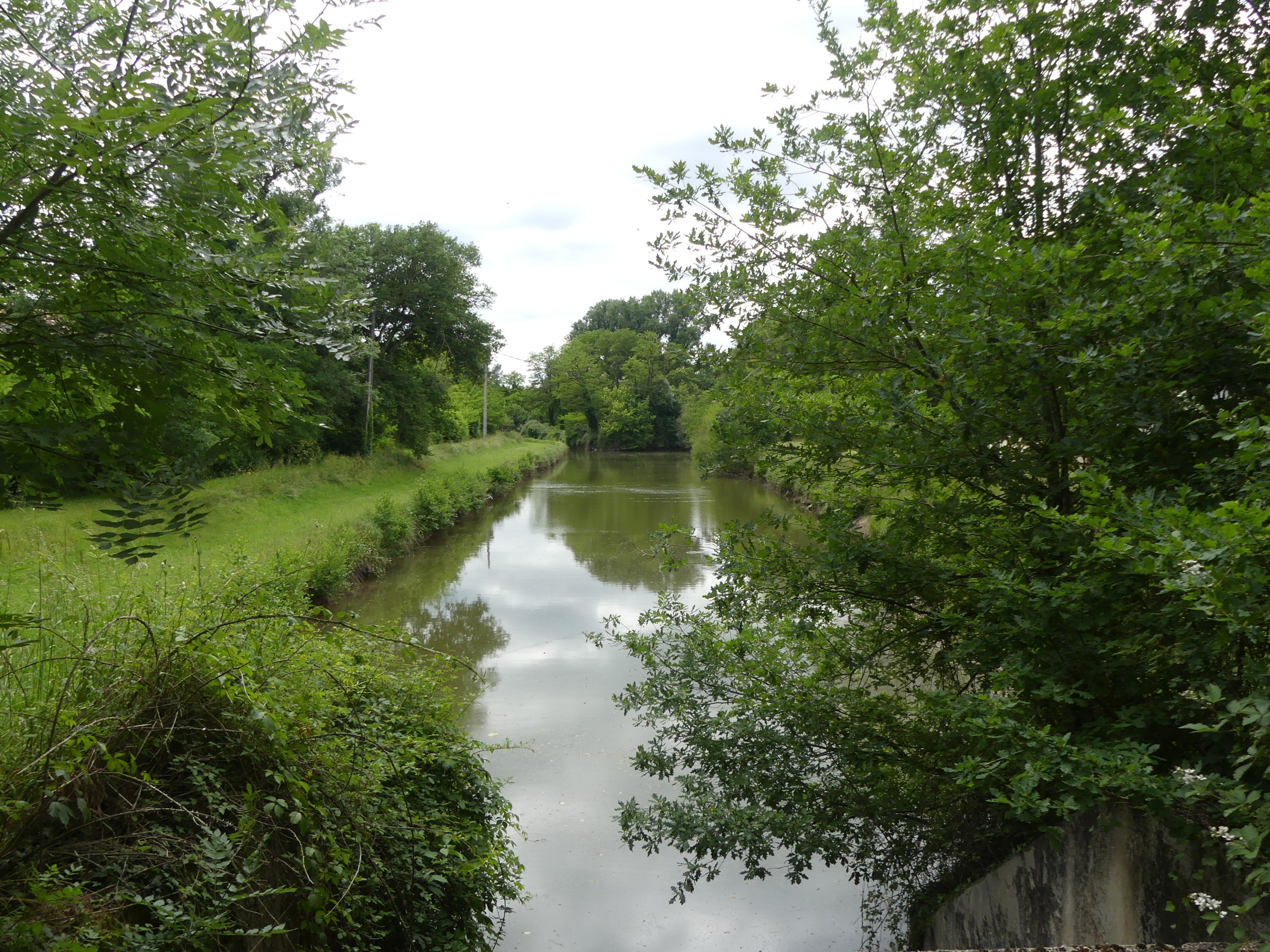
Le bras nord de l'Isle au lieu-dit Coly.

Le réseau Natura 2000 est un réseau écologique européen de sites naturels d'intérêt écologique élaboré à partir des directives habitats et oiseaux, constitué de zones spéciales de conservation (ZSC) et de zones de protection spéciale (ZPS).
Un site Natura 2000 a été défini sur la commune au titre de la directive habitats : la ZSC « vallée de l'Isle de Périgueux à sa confluence avec la Dordogne » qui concerne 38 communes de la Dordogne et de la Gironde.
Vingt-deux espèces animales inscrites à l'annexe II de la directive 92/43/CEE y sont présentes, de même qu'une espèce végétale.

#### Zones naturelles d'intérêt écologique, faunistique et floristique
L'inventaire des zones naturelles d'intérêt écologique, faunistique et floristique (ZNIEFF) a pour objectif de réaliser une couverture des zones les plus intéressantes sur le plan écologique, essentiellement dans la perspective d'améliorer la connaissance du patrimoine naturel national et de fournir aux différents décideurs un outil d'aide à la prise en compte de l'environnement dans l'aménagement du territoire.
D'après l'INPN, la commune est concernée par deux ZNIEFF.
La commune du Pizou étant bordée par l'Isle, elle fait partie de la ZNIEFF de type 2 la « vallée de l'Isle de Périgueux à Saint-Antoine-sur-l'Isle, le Salembre, le Jouis et le Vern » qui concerne 25 communes du département de la Dordogne»,.
Deux espèces végétales déterminantes et quatorze autres espèces végétales y ont été recensées.
Une autre ZNIEFF de type 2 concerne le nord-est du territoire communal : les « vallées et étangs de la Double », concernant en forêt de la Double les vallées de la Duche et de son affluent la Guirandolle, jusqu'à leur confluence,.
Trois espèces animales déterminantes (deux papillons et une libellule) et une espèce végétale déterminante de fougère y ont été recensées ainsi que 104 autres espèces animales et 140 autres espèces de plantes phanérogames.

## Urbanisme

### Typologie
Au 1er janvier 2024, Le Pizou est catégorisée commune rurale à habitat dispersé, selon la nouvelle grille communale de densité à 7 niveaux définie par l'Insee en 2022.
Elle appartient à l'unité urbaine de Montpon-Ménestérol, une agglomération inter-départementale dont elle est une commune de la banlieue,. Par ailleurs la commune fait partie de l'aire d'attraction de Montpon-Ménestérol, dont elle est une commune de la couronne,. Cette aire, qui regroupe 13 communes, est catégorisée dans les aires de moins de 50 000 habitants,.

### Occupation des sols
L'occupation des sols de la commune, telle qu'elle ressort de la base de données européenne d’occupation biophysique des sols Corine Land Cover (CLC), est marquée par l'importance des territoires agricoles (61,3 % en 2018), en diminution par rapport à 1990 (63 %). La répartition détaillée en 2018 est la suivante : 
forêts (30,9 %), zones agricoles hétérogènes (29,1 %), prairies (19,3 %), terres arables (10,3 %), zones urbanisées (6 %), cultures permanentes (2,6 %), eaux continentales (1,8 %). L'évolution de l’occupation des sols de la commune et de ses infrastructures peut être observée sur les différentes représentations cartographiques du territoire : la carte de Cassini (XVIIIe siècle), la carte d'état-major (1820-1866) et les cartes ou photos aériennes de l'IGN pour la période actuelle (1950 à aujourd'hui).

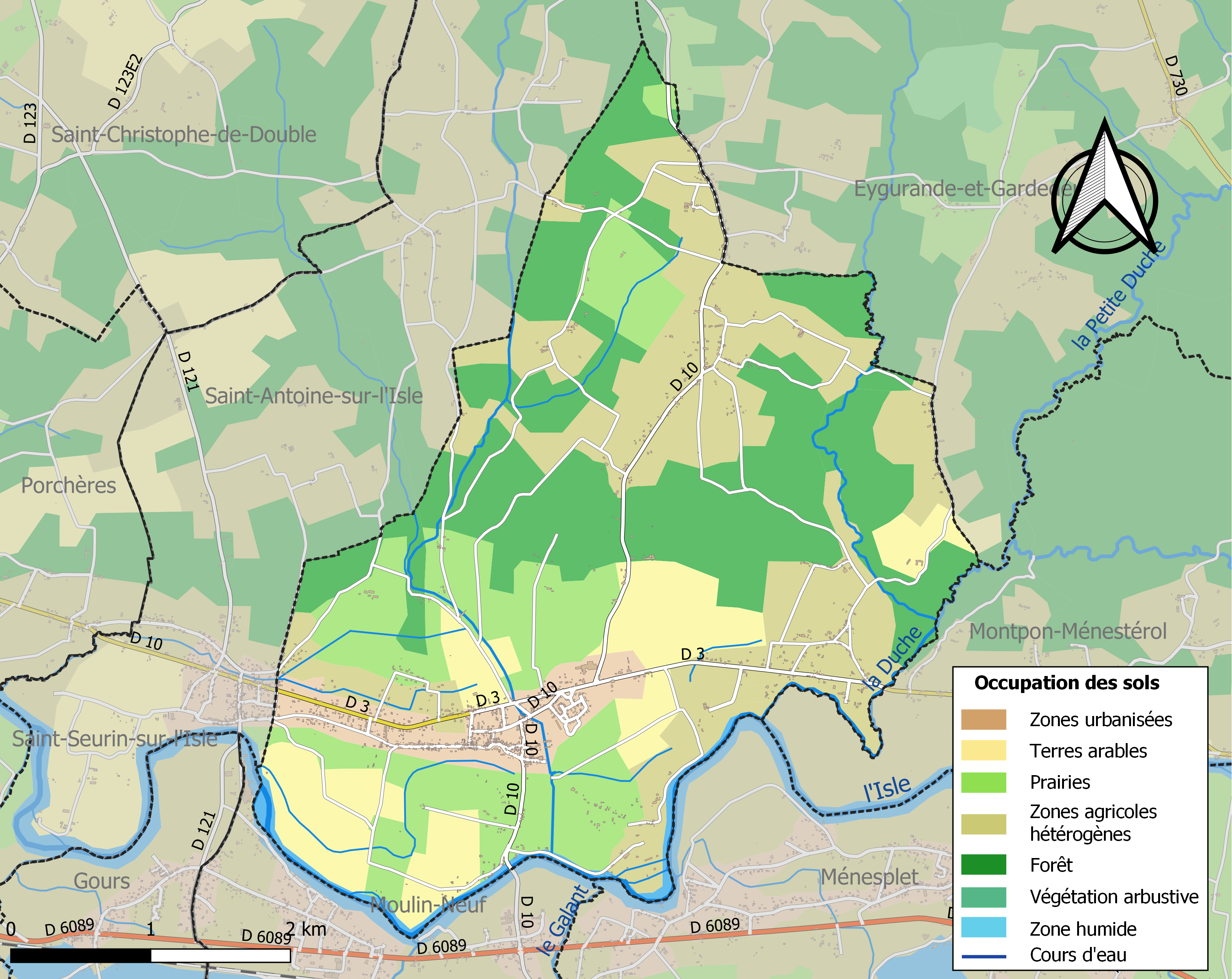
Carte des infrastructures et de l'occupation des sols de la commune en 2018 (CLC).

### Villages, hameaux et lieux-dits
Outre le bourg du Pizou proprement dit, le territoire communal se compose de villages ou de hameaux, ainsi que de lieux-dits :
- le Bourgeix
- les Brandes
- la Brandille
- Chambord
- Chantalouette
- Chante-Alouette
- la Chaussée
- Château du Désert
- Coly
- la Croix de Redon
- Cros du Renard
- les Croses
- Étang de la Grange
- l’Étang Rompu
- Ferrachat
- Fonrazade
- la Font du Charpre
- Font de la Ronce
- la Font de la Ronce
- la Font de Vergne
- Fontenelle
- les Gauilles
- le Grand Clos
- le Grand Pré
- aux Graves
- les Graves
- les Graves[Note 7]
- le Gros Buisson
- au Maine
- les Marchands
- Migot
- Moulin du Désert
- les Mussètes
- Nabinaud
- Pey Brulat
- le Peyrat
- le Poteau
- le Quart
- le Rivaud
- le Ternat.

### Prévention des risques

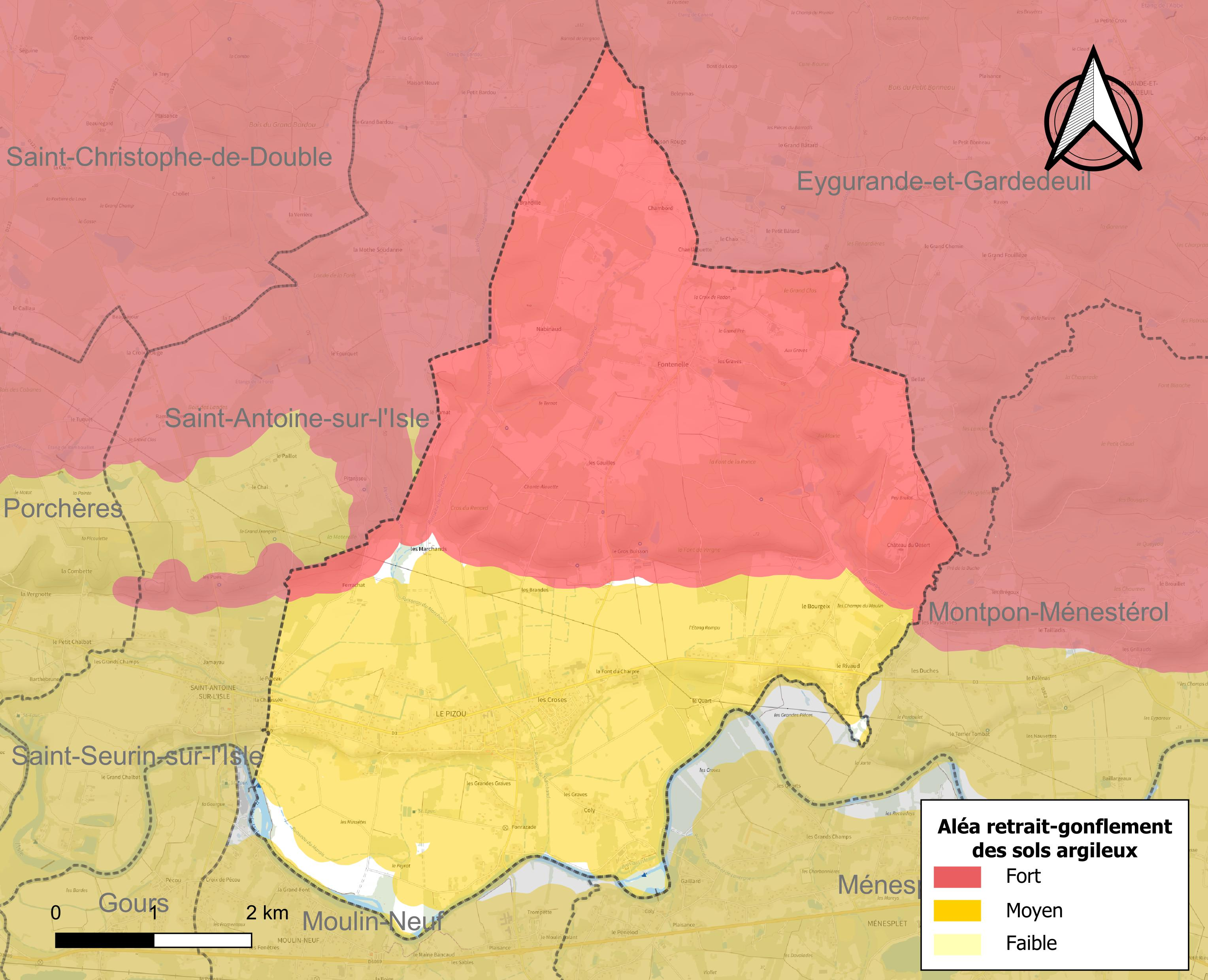
Carte des zones d'aléa retrait-gonflement des sols argileux du Pizou.

Le territoire de la commune du Pizou est vulnérable à différents aléas naturels : météorologiques (tempête, orage, neige, grand froid, canicule ou sécheresse), inondations, feux de forêts, mouvements de terrains et séisme (sismicité très faible). Un site publié par le BRGM permet d'évaluer simplement et rapidement les risques d'un bien localisé soit par son adresse soit par le numéro de sa parcelle.
Certaines parties du territoire communal sont susceptibles d’être affectées par le risque d’inondation par débordement de cours d'eau, notamment l'Isle et la Duche. La commune a été reconnue en état de catastrophe naturelle au titre des dommages causés par les inondations et coulées de boue survenues en 1982, 1983, 1986, 1993 et 1999,. Le risque inondation est pris en compte dans l'aménagement du territoire de la commune par le biais du plan de prévention des risques inondation (PPRI) de la « vallée de l'Isle - Montponnais »  approuvé le 13 juin 2007, pour les crues de l'Isle, impactant ses rives jusqu'à 1 200 mètres de largeur sur le territoire communal, au niveau du lieu-dit le Peyrat, ainsi que la partie aval de son affluent la Duche (les deux derniers kilomètres), en limite de Montpon-Ménestérol. La crue de 1944 (663 m3/s à la station de Saint-Laurent-des-Hommes sert de crue de référence au PPRI.
Le Pizou est exposée au risque de feu de forêt. L’arrêté préfectoral du 14 mars 2013 fixe les conditions de pratique des incinérations et de brûlage dans un objectif de réduire le risque de départs d’incendie. À ce titre, des périodes sont déterminées : interdiction totale du 15 février au 15 mai et du 15 juin au 15 octobre, utilisation réglementée du 16 mai au 14 juin et du 16 octobre au 14 février. En septembre 2020, un plan inter-départemental de protection des forêts contre les incendies (PidPFCI) a été adopté pour la période 2019-2029,.
Les mouvements de terrains susceptibles de se produire sur la commune sont des tassements différentiels. Le retrait-gonflement des sols argileux est susceptible d'engendrer des dommages importants aux bâtiments en cas d’alternance de périodes de sécheresse et de pluie. 97,2 % de la superficie communale est en aléa moyen ou fort (58,6 % au niveau départemental et 48,5 % au niveau national métropolitain). Depuis le 1er octobre 2020, en application de la loi ÉLAN, différentes contraintes s'imposent aux vendeurs, maîtres d'ouvrages ou constructeurs de biens situés dans une zone classée en aléa moyen ou fort,.
La commune a été reconnue en état de catastrophe naturelle au titre des dommages causés par la sécheresse en 1989, 2005, 2011 et 2012 et par des mouvements de terrain en 1999.

## Toponymie

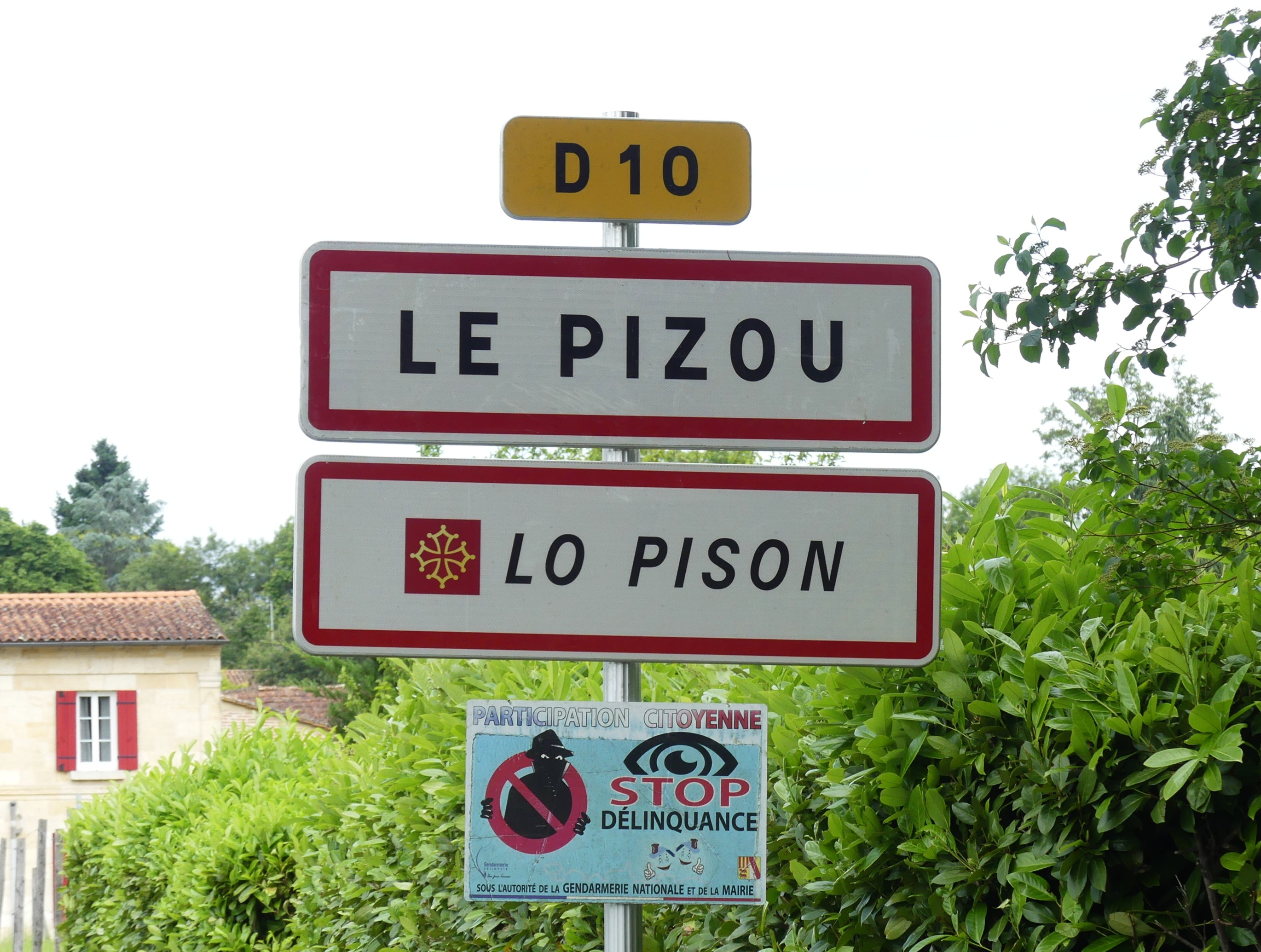
Panneau d'entrée au bourg en français et occitan.

La plus ancienne trace écrite du nom de la commune remonte à l'an 1107 sous la forme latine Sanctus Martinus de Pizonis désignant l'église avant qu'apparaisse en 1197 le vocable Piso, dérivé de l'occitan « pisou », représentant une petite auge, ou plus probablement une petite fontaine en pierre.
En occitan, la commune porte le nom de Lo Pison,.

## Histoire
L'église actuelle Notre-Dame-de-l'Assomption a été reconstruite en remplacement de l'ancienne église détruite par les protestants lors des guerres de Religion.
Ancienne paroisse du diocèse de Périgueux et de la sénéchaussée de Libourne, la commune du Pizou est créée dans les premières années de la Révolution française.
Le commune compte sur son territoire deux châteaux :
- le château du Pizou, situé dans l'est du bourg, ancienne place forte ;
- le château du Désert situé à trois kilomètres au nord-nord-est du bourg, aussi appelé château Haut.

Lors de combats contre les Allemands le 22 août 1944, neuf résistants meurent. Le « monument de la Plaine » a été érigé en leur mémoire.

## Politique et administration

### Rattachements administratifs et électoraux
Dès 1790, la commune du Pizou est rattachée au canton de Monpont qui dépend du district de Mussidan jusqu'en 1795, date de suppression des districts. En 1801, le canton — qui sera renommé en canton de Monpont-sur-l'Isle en 1925 puis de Montpon-Ménestérol en 1964 — est rattaché à l'arrondissement de Ribérac jusqu'en 1926, date de la suppression de cet arrondissement. À cette dernière date, il est rattaché à l'arrondissement de Périgueux.
Pour les élections législatives, la commune fait partie de la première circonscription de la Dordogne.

### Intercommunalité
Le Pizou est l'une des deux communes fondatrices de la communauté de communes Basse Vallée de l'Isle créée fin 1998 qui, fusionne avec la communauté de communes Isle et Double pour former au 1er janvier 2014 la communauté de communes Isle Double Landais.

### Administration municipale
La population de la commune étant comprise entre 500 et 1 499 habitants au recensement de 2017, quinze conseillers municipaux ont été élus en 2020,.

### Liste des maires

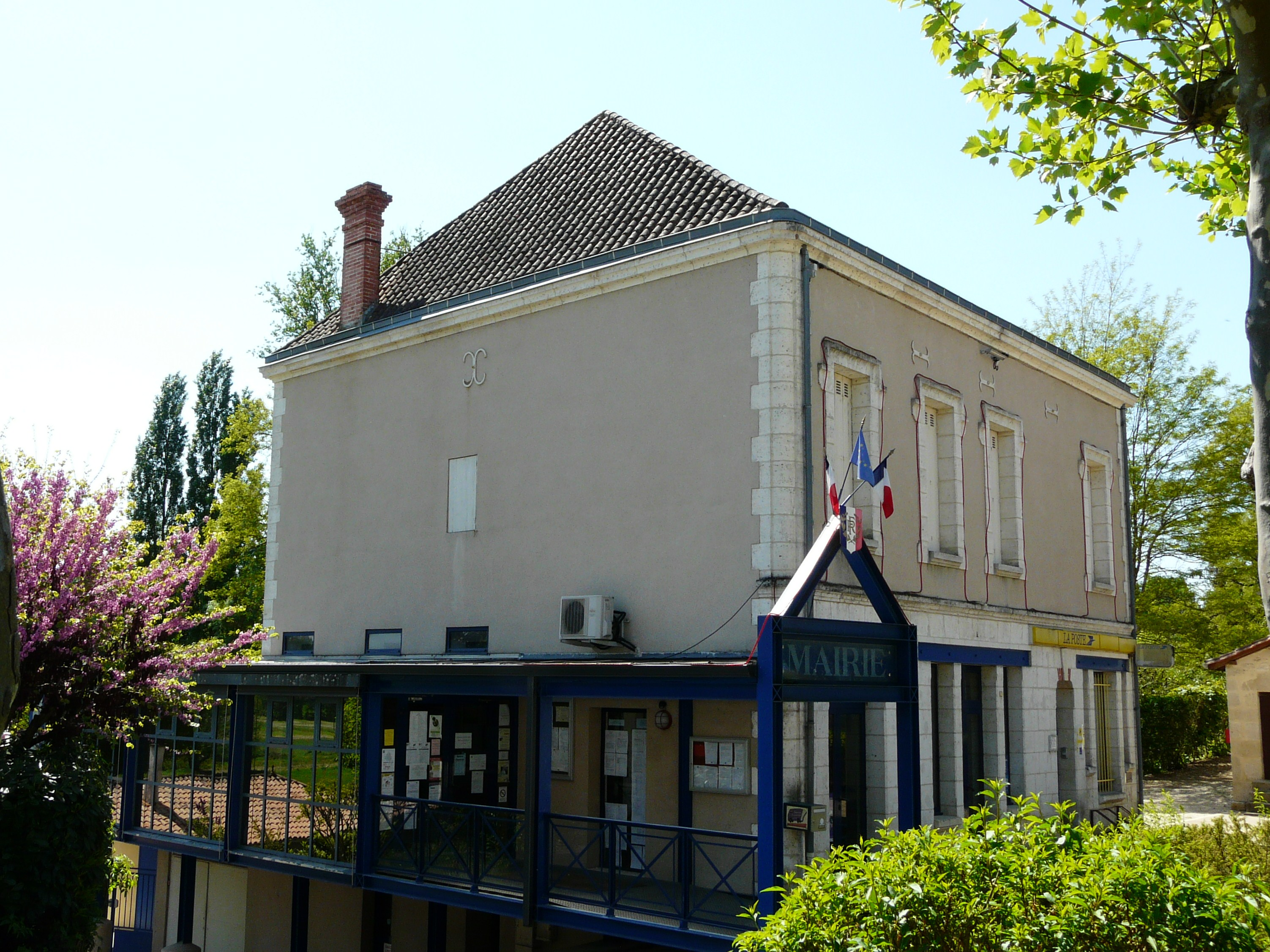
La mairie en 2011.

| Période                                  | Période              | Identité        | Étiquette | Qualité                                                                                 |
| ---------------------------------------- | -------------------- | --------------- | --------- | --------------------------------------------------------------------------------------- |
| Les données manquantes sont à compléter. |                      |                 |           |                                                                                         |
|                                          |                      |                 |           |                                                                                         |
| 1892                                     | octobre 1928 (décès) | Bernard Eymery  |           | Conseiller général du canton de Montpon (1890-1928) Sénateur de la Dordogne (1920-1928) |
|                                          |                      |                 |           |                                                                                         |
| juin 1990 (réélu en mai 2020)            | En cours             | Lionel Vergnaud | DVG       | Enseignant                                                                              |

## Équipements et services publics

### Enseignement
En 2025, Le Pizou dispose d'une école primaire publique.

### Santé
En 2025, plusieurs professionnels de santé officient dans la commune : trois médecins généralistes, quatre infirmières, un kinésithérapeute, une magnétiseuse, une ostéopathe, une sophrologue, ainsi qu'une pharmacie.

### Justice
En 2025, dans le domaine judiciaire, Le Pizou relève : 
- du tribunal judiciaire, du tribunal pour enfants, du conseil de prud'hommes et du tribunal de commerce de Périgueux ;
- du pôle Nationalité du tribunal judiciaire de Périgueux (compétent uniquement dans le domaine de la nationalité) ;
- de la cour d'appel, du tribunal administratif et de la  cour administrative d'appel de Bordeaux.

## Population et société

### Démographie
Les habitants du Pizou se nomment les Pizounais.
L'évolution du nombre d'habitants est connue à travers les recensements de la population effectués dans la commune depuis 1793. Pour les communes de moins de 10 000 habitants, une enquête de recensement portant sur toute la population est réalisée tous les cinq ans, les populations de référence des années intermédiaires étant quant à elles estimées par interpolation ou extrapolation. Pour la commune, le premier recensement exhaustif entrant dans le cadre du nouveau dispositif a été réalisé en 2006.

En 2022, la commune comptait 1 416 habitants, en évolution de +7,93 % par rapport à 2016 (Dordogne : +0,37 %, France hors Mayotte : +2,11 %).
| 1793 | 1800 | 1806 | 1821 | 1831 | 1836 | 1841 | 1846 | 1851 |
| ---- | ---- | ---- | ---- | ---- | ---- | ---- | ---- | ---- |
| 773  | 498  | 476  | 502  | 670  | 750  | 730  | 850  | 925  |

| 1856  | 1861  | 1866  | 1872  | 1876  | 1881  | 1886  | 1891  | 1896  |
| ----- | ----- | ----- | ----- | ----- | ----- | ----- | ----- | ----- |
| 1 044 | 1 009 | 1 044 | 1 108 | 1 191 | 1 000 | 1 044 | 1 200 | 1 098 |

| 1901  | 1906  | 1911  | 1921  | 1926  | 1931  | 1936  | 1946  | 1954  |
| ----- | ----- | ----- | ----- | ----- | ----- | ----- | ----- | ----- |
| 1 205 | 1 210 | 1 105 | 1 043 | 1 063 | 1 018 | 1 029 | 1 036 | 1 134 |

| 1962  | 1968  | 1975  | 1982  | 1990  | 1999  | 2006  | 2011  | 2016  |
| ----- | ----- | ----- | ----- | ----- | ----- | ----- | ----- | ----- |
| 1 035 | 1 037 | 1 251 | 1 255 | 1 172 | 1 094 | 1 159 | 1 284 | 1 312 |

| 2021  | 2022  | - | - | - | - | - | - | - |
| ----- | ----- | - | - | - | - | - | - | - |
| 1 383 | 1 416 | - | - | - | - | - | - | - |

### Sports
La commune possède un stade. 
Plusieurs clubs sportifs sont présents sur la commune dont Les Dragons du Muay Thai (boxe thaï).

## Économie

### Emploi
En 2021, parmi la population communale comprise entre 15 et 64 ans, les actifs représentent 590 personnes, soit 42,7 % de la population municipale. Le nombre de chômeurs (72) a fortement diminué par rapport à 2015 (108) et le taux de chômage de cette population active s'établit à 12,2 %.

### Activités hors agriculture
86 établissements marchands non agricoles sont économiquement actifs en 2021 au Pizou,.
| Secteur d'activité                                                                                        | Commune | Commune | Département |
| Secteur d'activité                                                                                        | Nombre  | %       | %           |
| --- | ------- | ------- | ----------- |
| Ensemble                                                                                                  | 86      | 100 %   | (100 %)     |
| Industrie manufacturière, industries extractives et autres                                                | 7       | 8,1 %   | (8,4 %)     |
| Construction                                                                                              | 18      | 20,9 %  | (13,4 %)    |
| Commerce de gros et de détail, transports, hébergement et restauration                                    | 17      | 19,8 %  | (28,2 %)    |
| Information et communication                                                                              | 1       | 1,2 %   | (1,8 %)     |
| Activités financières et d'assurance                                                                      | 2       | 2,3 %   | (3,6 %)     |
| Activités immobilières                                                                                    | 2       | 2,3 %   | (6,7 %)     |
| Activités spécialisées, scientifiques et techniques et activités de services administratifs et de soutien | 13      | 15,1 %  | (15,0 %)    |
| Administration publique, enseignement, santé humaine et action sociale                                    | 13      | 15,1 %  | (12,8 %)    |
| Autres activités de services                                                                              | 13      | 15,1 %  | (10,1 %)    |

Les principaux secteurs économiques de la commune sont celui de la construction (18 entreprises) et celui du commerce de gros et de détail, des transports, de l'hébergement et de la restauration (17 entreprises).

#### Entreprises
Le principal employeur de la commune est la société Structures Métalliques pour Béton Armé (SMBA).

### Agriculture
La commune est dans la « Double périgourdine », une petite région agricole dans le département de la Dordogne. En 2020, l'orientation technico-économique de l'agriculture  sur la commune est polyculture et/ou polyélevage . 
|               | 1988 | 2000 | 2010 | 2020 |
| ------------- | ---- | ---- | ---- | ---- |
| Exploitations | 40   | 28   | 20   | 11   |
| SAU (ha)      | 911  | 785  | 470  | 382  |

Le nombre d'exploitations agricoles en activité et ayant leur siège dans la commune est passé de 40 lors du recensement agricole de 1988 à 28 en 2000 puis à 20 en 2010 et enfin à 11 en 2020, soit une baisse de 73 % en 32 ans. Le même mouvement est observé à l'échelle du département qui a perdu pendant cette période 60 % de ses exploitations (passant de 15 825 à 6 330),. La surface agricole utilisée sur la commune a également diminué, passant de 911 ha en 1988 à 382 ha en 2020. Parallèlement la surface agricole utilisée moyenne par exploitation a augmenté, passant de 23 à 35 ha.

## Culture locale et patrimoine

### Lieux et monuments
- Château du Pizou, ancienne place forte principale du village. D'abord préceptrice hospitalière, puis château fort détruit lors des guerres de Religion. Reconstruit sous le règne de Louis XIV, ce château et son domaine occupent une très large surface dans le centre bourg.
- Château du Désert, à trois kilomètres au nord-nord-est du bourg, également appelé « chartreuse du château-Bas » : manoir érigé au XVIIIe siècle[81]
- Église Notre-Dame-de-l'Assomption du XVIIe siècle[59], en remplacement de celle détruite par les protestants lors des guerres de Religion[61]. Également appelée église Sainte-Marie, elle recèle deux objets en bois polychrome inscrits en 1974 au titre des monuments historiques : un Christ en croix du XVIIe siècle[82] et un tabernacle du XVIIIe siècle[83].

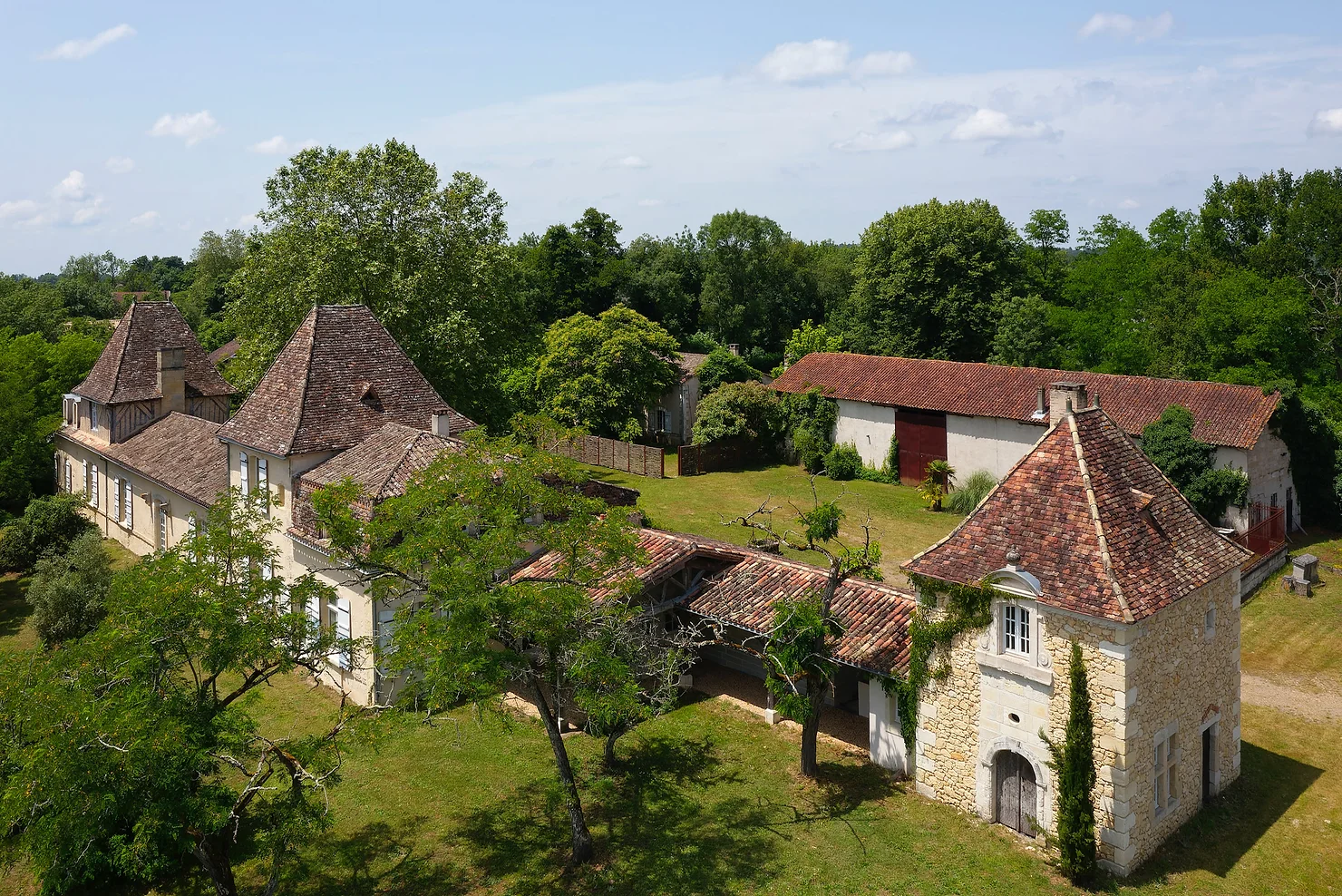
Vue aérienne du château du Pizou.
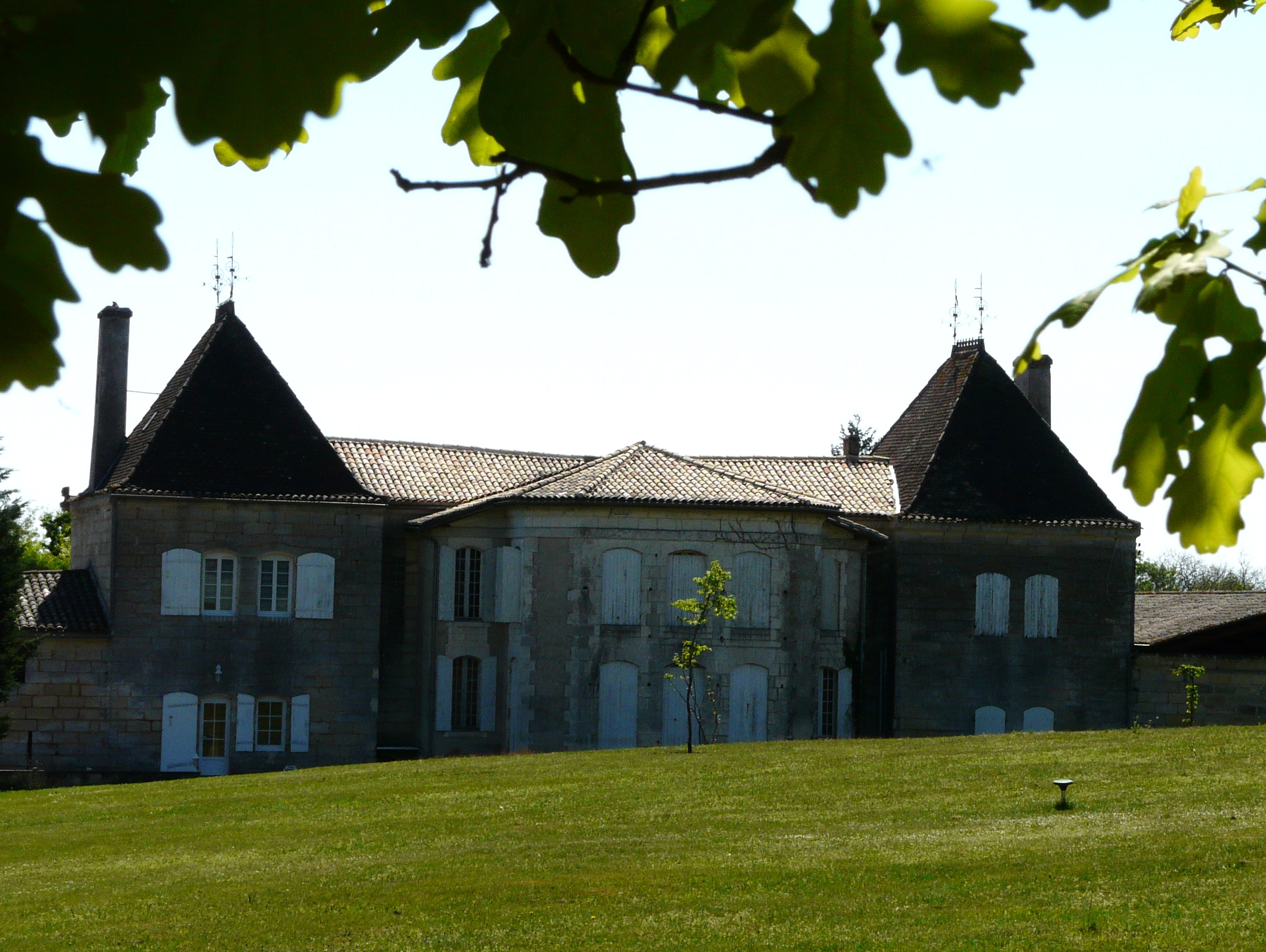
Le château du Désert.
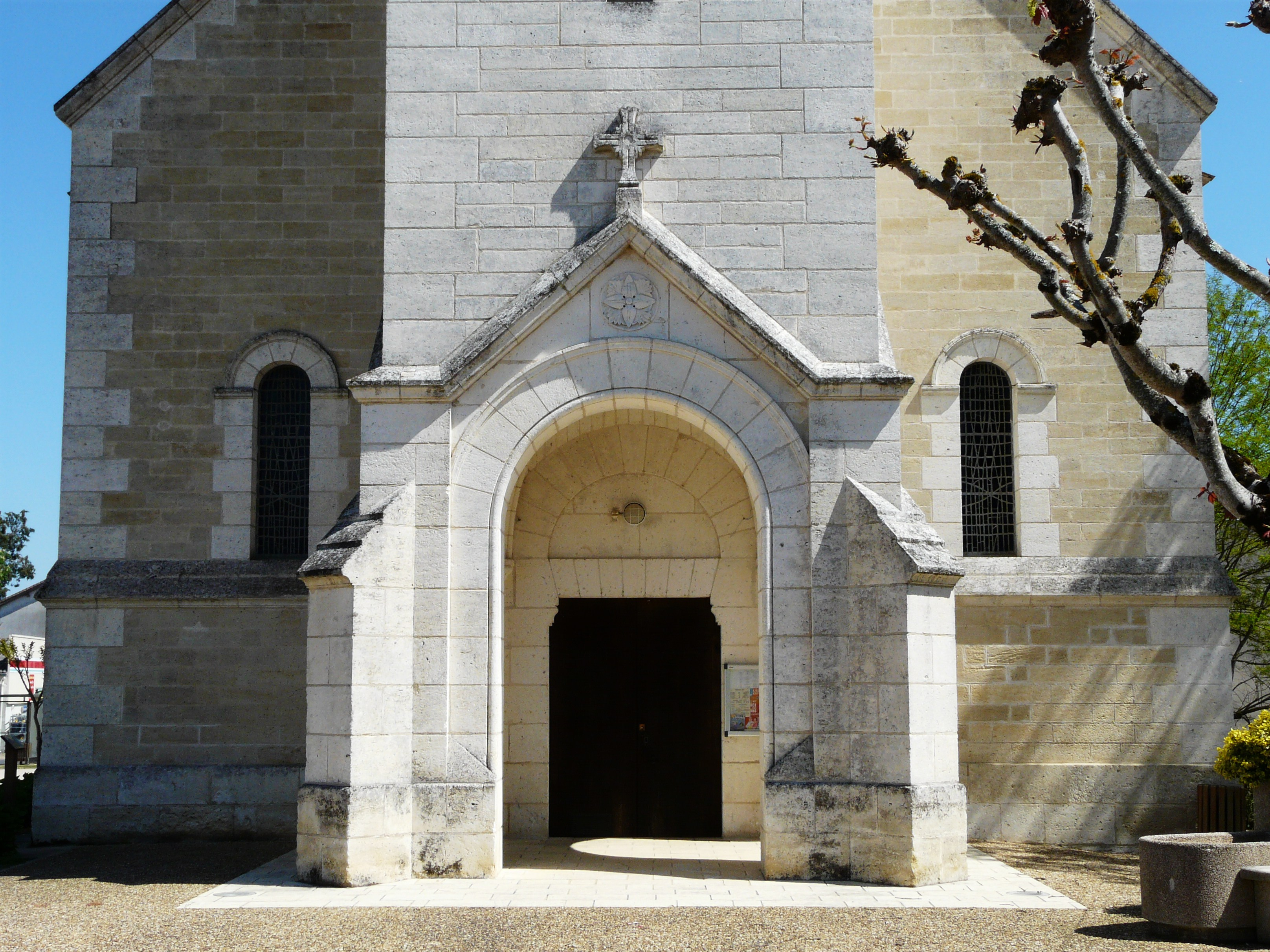
Le porche de l'église.
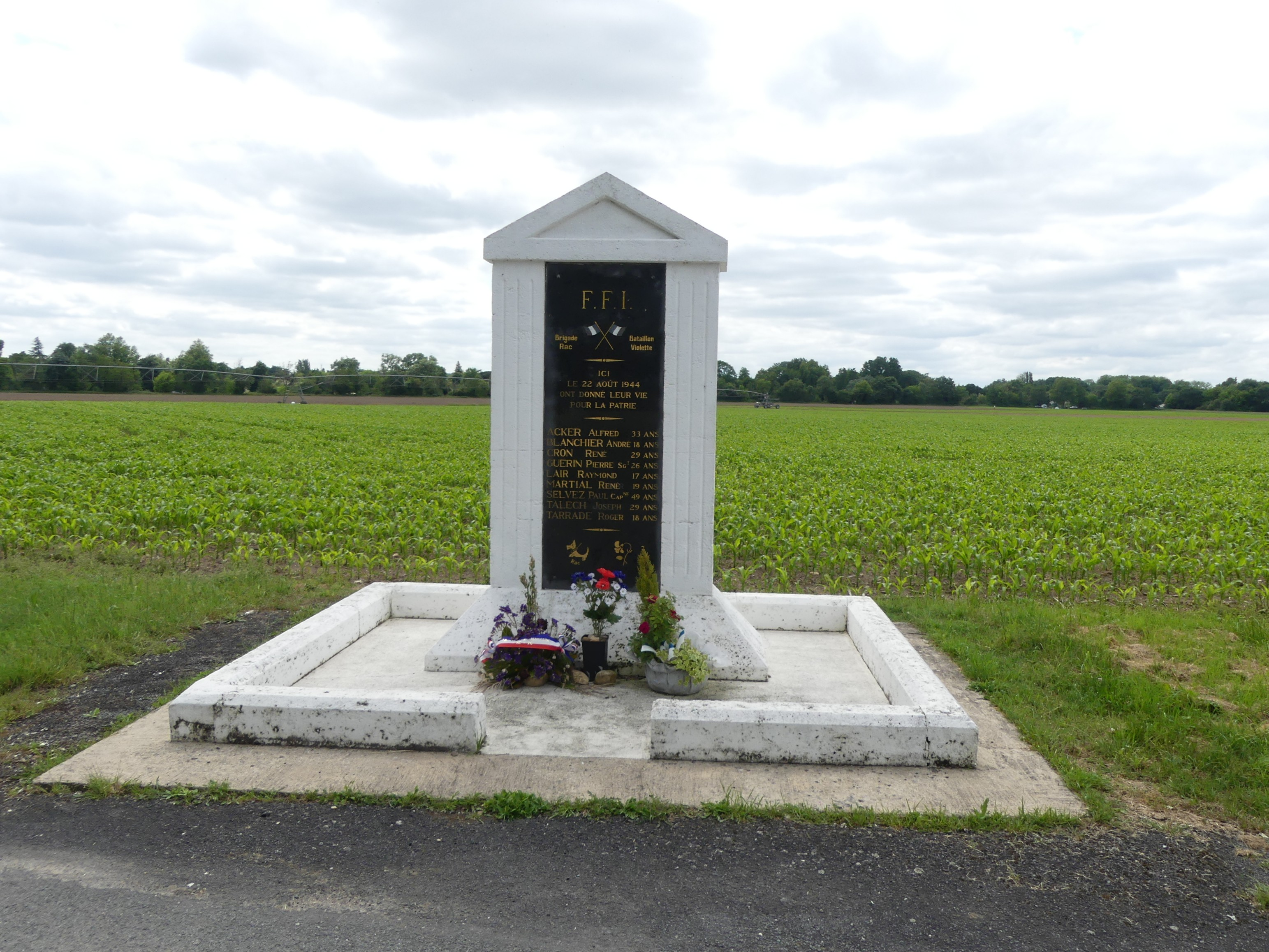
Le monument de la Plaine.
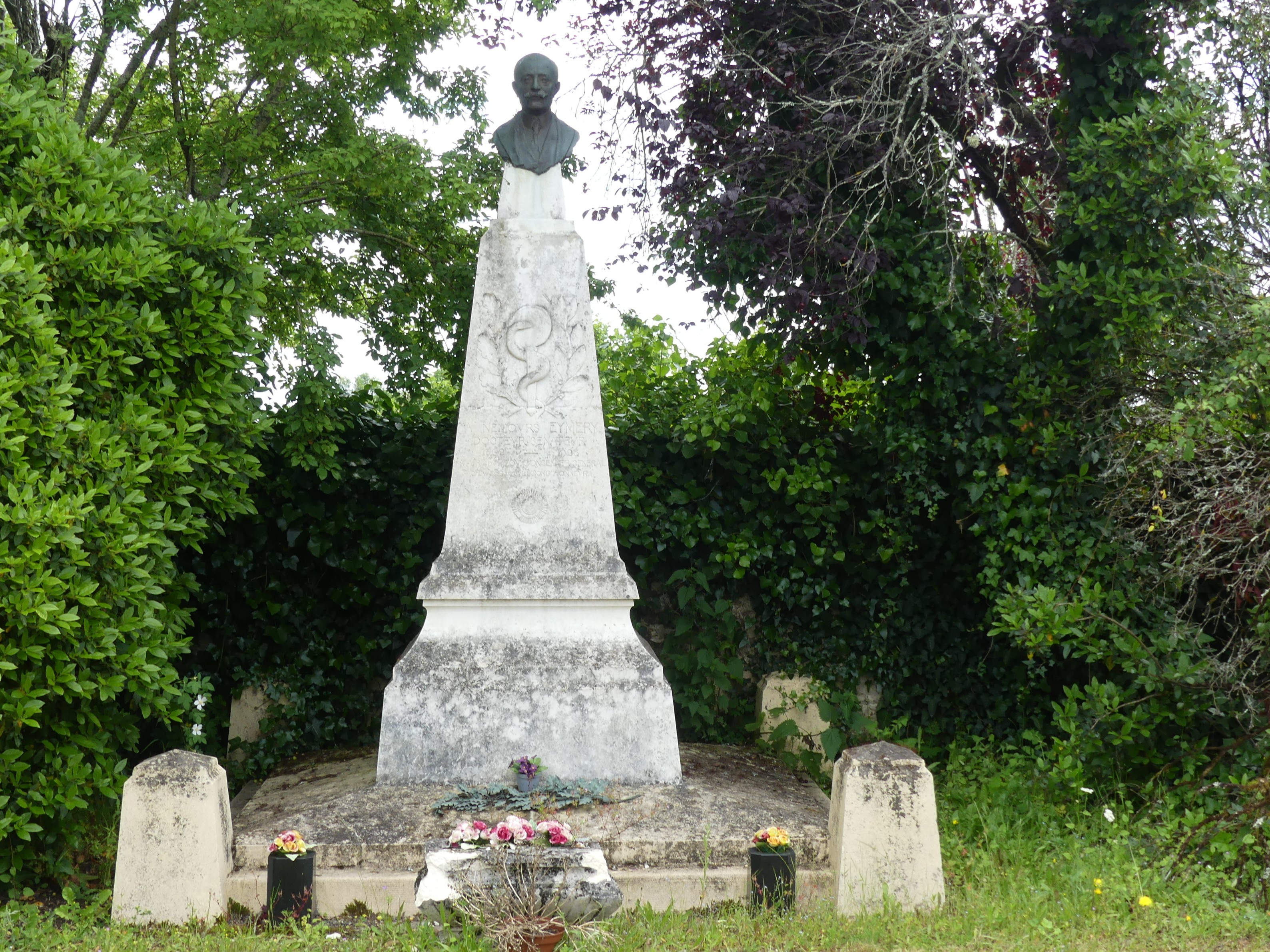
Monument au docteur Eymery, dans le cimetière.

### Personnalités liées à la commune

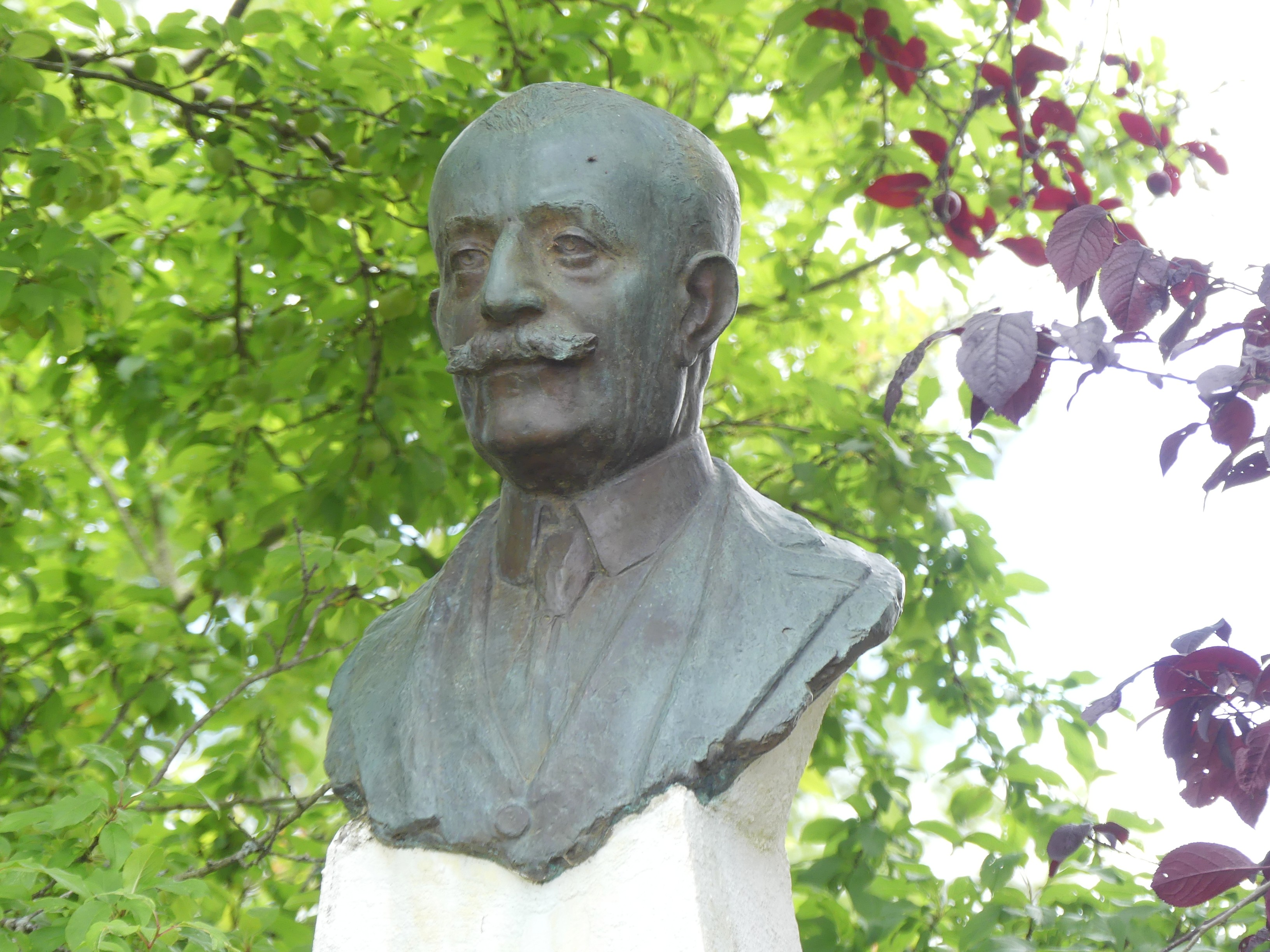
Le buste de Bernard Eymery, dans le cimetière.

- Bernard Eymery (1862-1928), né au Pizou, sénateur de la IIIe République de 1920 à 1928 et maire du Pizou de 1892 jusqu'à sa mort.

### Héraldique
Pour un article plus général, voir Armorial des communes de la Dordogne.
| Blason de Pizou (Le) | Blason  | Parti, au premier d’or coupé au I à trois pals de gueules et au II à deux vaches de gueules accornées, onglées et clarinées d'azur, passant l’une au-dessus de l’autre, au second au tiercé en bande d'or, de gueules et d'argent. |
| Blason de Pizou (Le) | Détails | Officiel, blason présent sur le site internet de la commune. |

## Pour approfondir